# Einstürzende Neubauten
Einstürzende Neubauten (ˈaɪnˌʃtʏʁtsn̩də ˈnɔyˌbaʊtn̩ — «айнштюрценде но́йбаутен», рус. обрушающиеся новостройки) — экспериментальная немецкая музыкальная группа, образованная в 1980 году в Западном Берлине. Музыку группы характеризуют как индастриал, нойз и экспериментальная музыка, но все эти термины не совсем применимы к Einstürzende Neubauten. Наиболее точно стиль группы можно описать термином «перкуссионный индастриал» (Percussion Industrial), то есть в основе музыки группы лежит игра на самодельных перкуссионных инструментах, таких как листы железа, пластиковые бочки и канистры, тележка для покупок и др. Группа использует также традиционные музыкальные инструменты, такие как бас-гитара (играет ведущую роль в музыкальных структурах EN), электрогитара, клавишные, струнные, а также множество устройств для обработки звучания традиционных инструментов и голоса (наиболее часто используются электросмычок E-Bow, JamMan, Kaoss Pad).

## Участники группы
- Бликса Баргельд (нем. Blixa Bargeld — настоящее имя: Кристиа́н Э́ммерих, нем. Christian Emmerich) — вокал, гитара, клавишные. Лидер и основатель группы, автор текстов.
- Алекса́ндр Ха́ке (нем. Alexander Hacke, он же Алекса́ндр фо́н Бо́рзиг, нем. Alexander von Borsig) — гитары, звук, бэк-вокал; с середины 1990-х: бас-гитара. В данный момент — музыкальный лидер группы.
- Н.У. У́нру (нем. N.U. Unruh — настоящее имя: Э́ндрю Чуди, англ. Andrew Chudy) — самодельная перкуссия, шумы, бэк-вокал. Бессменный участник группы.
- Йо́хен А́рбайт (нем. Jochen Arbeit) — гитара, бэк-вокал.
- Ру́ди Мо́зер (нем. Rudi Moser) — самодельная перкуссия, шумы, бэк-вокал.

### Прочие личности
- Бо́рис Ви́льсдорф (нем. Boris Wilsdorf) — звукоинженер (с 1991 года).
- Э́ш Вэ́нздэй (англ. Ash Wednesday) — клавишник группы на концертах (с 1997 года).

### Бывшие участники группы
- Беа́те Ба́ртель (нем. Beate Bartel) — бас-гитара (апрель — май 1980).
- Гу́друн Гу́т (нем. Gudrun Gut) — клавишные (апрель — май 1980).[3]
- Ф. М. А́йнхайт (нем. F.M. Einheit — настоящее имя: Фра́нк Ма́ртин Штра́усс, нем. Frank Martin Strauß) — перкуссия, шумы, семплеры (апрель 1981 — ноябрь 1995).
- Марк Чунг[нем.] (нем. Mark Chung) — бас-гитара (сентябрь 1981 — ноябрь 1994).
- Ро́ланд Во́льф (нем. Roland Wolf) — сменил Марка Чунга на бас-гитаре в феврале 1994 года, погиб в автокатастрофе в марте 1995.[4]

## История
Творчество Einstürzende Neubauten можно условно разделить на три периода:
период активного протеста (1980—1985);
переходный период, когда в музыке группы начинают появляться более традиционные музыкальные структуры (1985—1993);
полный отказ от «шоковой терапии» в пользу мелодичности (начиная с 1993 года).

### 1980: начало

Логотип группы

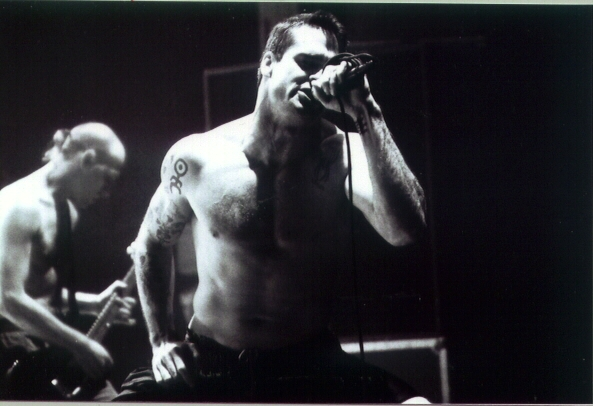
Генри Роллинз с татуировкой логотипа Einstürzende Neubauten

Группа Einstürzende Neubauten образовалась в Западном Берлине в 1980 году. 1 апреля 1980 группа дала свой первый концерт в клубе «Moon» в Берлине, и эта дата считается днём основания группы. Название «Einstürzende Neubauten» переводится как «обрушивающиеся новостройки» или «разрушающиеся новостройки». Корни Einstürzende Neubauten лежат в панке и андерграунде «новой немецкой волны». Впоследствии, группа станет частью движения «Гениальные дилетанты» (нем. Geniale Dilettanten), возглавляемого Einstürzende Neubauten, проектами бывших и будущих участников группы (Sentimentale Jugend, Mania D), и сотоварищами (Die Tödliche Doris).

#### Логотип
Логотип группы Einstürzende Neubauten представляет собой тольтекский наскальный рисунок, найденный в Центральной Мексике. Этот символ был выбран лидером группы Бликсой Баргельдом, который был привлечён к нему из-за его неопределённого значения. Он отметил, что это позволяет каждому вложить в символ своё собственное значение, что соответствует концептуальному подходу группы к искусству и музыке. Логотип стал важной частью визуального стиля Einstürzende Neubauten, отражая их экспериментальный музыкальный подход и стремление к уникальности. Этот выбор также подчеркивает связь между звучанием группы и её графическим оформлением, создавая единую творческую картину.

### 1980-е и первая половина 1990-х: «золотой состав»
«Золотой состав» Einstürzende Neubauten сформировался в начале 1980-х годов. Беате Бартель и Гудрун Гут покинули группу вскоре после дебютного концерта. Первым пришёл на смену, тогда ещё пятнадцатилетний, Александр фон Борзиг (он же Александр Хаке). Затем к группе присоединились Ф. М. Айнхайт (1981) и Марк Чунг (1981 или 1982) из Гамбургской группы Abwärts. В таком составе группа продержалась больше 10 лет и записала альбомы, принёсшие группе широкую известность в узких кругах.
Ранние записи и концертные выступления группы (начало 1980-х) отличались обилием разрушения инструментов и сцены, грохота металлических предметов, шумом дрелей и прочих строительных инструментов, огня, наркотиков и алкоголя. Анархистские концерты, в которых важную роль играл Ф. М. Айнхайт, стали легендарными. В этот период существования группы Ник Кейв увидел её концерт по голландскому телевидению. Апокалиптический образ Бликсы поразил его воображение, и, впоследствии, Ник Кейв пригласил Бликсу участвовать в своих группах (сначала The Birthday Party, затем Nick Cave and the Bad Seeds). Их творческое сотрудничество продлилось до 2001 года.
В середине 1980-х группа получила культовый статус. Многие музыканты говорят о влиянии альбомов Einstürzende Neubauten этого периода на их творчество. В их числе Генри Роллинз, носящий на плече татуировку символа группы.
Особую роль в истории группы сыграл 1985 год. Einstürzende Neubauten выпустили один из своих самых удачных альбомов Halber Mensch и посетили с концертами Японию, вызвав массовую истерию у японских фэнов. Там же был снят очень показательный полуконцертный музыкальный видеофильм группы «Halber Mensch» (1986, реж. Сого Исии).
Интересно, что на всех вместе взятых альбомах группы присутствуют две кавер-версии. Обе были записаны в ранний период (80-е годы), и обе на песни Ли Хэзлвуда (Sand, Morning Dew). На альбоме Ф. М. Айнхайта с Gry «Public Recording» (2001), записанном после ухода Айнхайта из Einstürzende Neubauten, также присутствует кавер-версии на песню Ли Хэзлвуда (Summer Wine), причём вокальные партии исполнены Gry вместе с «гостем» альбома Александром Хаке.
Начиная с конца 1980-х годов музыкальные структуры в музыке становились более чёткими, шумы более организоваными. В музыке стало появляться больше мелодичности. Переломным моментом в этом отношении станет альбом Tabula Rasa (1993).
В 1991 году творчество Einstürzende Neubauten пошло в новые направления. Группа записала саундтрек к радиоспектаклю Die Hamletmaschine (автор — Heiner Müller). Сменился имидж группы. Бликса Баргельд, раньше всегда носивший панковскую и индустриальную одежду, сменил её на костюм-тройку. В таком виде и стали появляться на концертах другие участники группы.

### Середина 1990-х: перемены в составе
Марк Чунг покинул группу вскоре после записи альбома Faustmusik (1994 или 1995). Это было давно спланированным решением, так как Чунг, бывший и финансовым шефом группы, стремился сделать карьеру в музыкальной индустрии. Он стал вице-президентом Sony Europe в Лондоне и директором музыкального издательства Freibank.
Следом за ним, частично по причине творческих разногласий с Бликсой Баргельдом, группу покинул Ф. М. Айнхайт. Он продолжил свою сольную карьеру, сотрудничал со многими музыкантами, в частности с Андреасом Аммером, финской группой Pan Sonic и группой датской певицы Gry.
В 1995—1996 годах к группе присоединились Йохен Арбайт и Руди Мозер из группы Die Haut — давних друзей Einstürzende Neubauten. Александр Хаке сменил гитару на бас. После ухода Ф. М. Айнхайта в группе укрепилось первенство Бликсы Баргельда, доминирующее и в музыке.
Последующие альбомы группы становились мягче, мелодичность и звуки пластиковой перкуссии вытесняли металлические шумы и авангардность. 13 сентября 1997 Einstürzende Neubauten впервые выступили в Москве (в Горбушке) и впоследствии в Санкт-Петербурге, появившись в ряде телепередач на российском телевидении.

### 2000-е: поздние годы

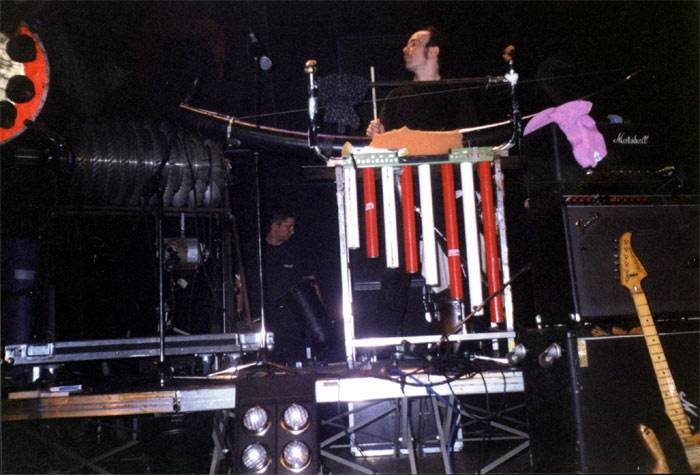
Концерт Einstürzende Neubauten в 2000 году (N.U. Unruh с одним из его инструментов)

1 апреля 2000 года Einstürzende Neubauten отметили свой 20-летний юбилей большим ретроспективным концертом в Берлине (зал Columbiahalle) и выходом альбома Silence is sexy.
Начиная с 2002 года Einstürzende Neubauten выпускают лимитированные альбомы через свой официальный веб-сайт www.neubauten.org. Группа предлагает за определённую сумму подписаться на лимитированный альбом очередной фазы, и стать т. н. официальным саппортером (англ. supporter) группы. Для подписчиков устраиваются прямые веб-трансляции из студии и репетиционной базы Einstürzende Neubauten, чаты и т. д.
В 2004 году вышел альбом Perpetuum Mobile, на котором появились звуки воздуха, продуваемого через пластиковые трубы. Все концерты последующего тура были записаны группой и выпущены на cd-болванках без предварительной обработки записи (не считая автоматической разбивки на короткие треки) и зачастую с помехами и ошибками. Таким образом, в 2004 году группа выпустила десятки двойных полуофициальных концертных альбомов.
Следующий программный альбом Alles wieder offen вышел в октябре 2007 года.

## Дискография

### Альбомы
- 1980 — Stahlmusik / «Стальная музыка»
- 1981 — Kollaps / «Коллапс»
- 1983 — Zeichnungen Des Patienten O. T. / нем. «Рисунки пациента О.Т.»
- 1985 — Halber Mensch / нем. «Получеловек» (или «Пол-человека»)
- 1987 — Fünf Auf der Nach Oben Offenen Richterskala / нем. «5 на открытой вверх шкале Рихтера»
- 1989 — Haus Der Lüge / нем. «Дом лжи»
- 1993 — Tabula Rasa / лат. «Табула раса» («Чистый лист»)
- 1996 — Ende Neu / нем. «Окончание/Начало» (или «Окончание нового»)
- 2000 — Silence Is Sexy / англ. «Тишина сексуальна»
- 2004 — Perpetuum Mobile / лат. «Перпетуум мобиле» («Вечный двигатель»)
- 2007 — Alles Wieder Offen / нем. «Всё снова открыто»
- 2014 — Lament / англ. «Плач»
- 2018 — Grundstück / нем. «Участок земли»
- 2020 — Alles in Allem / нем. «В целом»
- 2024 — Rampen: apm (alien pop music)

### Мини-альбомы
- 1993 — Interim
- 1993 — Malediction
- 1999 — Total Eclipse Of The Sun

### Синглы
- 1980 Für Den Untergang
- 1981 Kalte Sterne
- 1982 Thirsty Animal
- 1985 Yü-Gung
- 1985 Das Schaben
- 1989 Feurio!
- 1993 Nag Nag Nag/Wüste
- 1996 Stella Maris
- 1996 NNNAAAMMM — Remixes By Darkus
- 2004 Perpetuum Mobile
- 2007 Weil Weil Weil

### Компиляции
- 1982 — Stahldubversions
- 1984 — Strategies Against Architecture 80-83
- 1991 — Strategies Against Architecture II
- 1994 — Tri-Set
- 1997 — Ende Neu Remixes
- 2001 — Strategies Against Architecture III
- 2004 — Kalte Sterne -early recordings-
- 2010 — Strategies Against Architecture IV

### Концертные альбомы
- 1982—1981/1982 Livematerial
- 1984 — 2X4
- 2001 — 09-15-2000, Brussels
- 2004 — Perpetuum Mobile Tour
- 2004 — 10-29-2004, Reggio Emilia
- 2005 — 25th Anniversary Tour
- 2007 — Palast Der Republik

### Саппортерский проект
- 2003 — Supporter Album No. 1
- 2003 — Airplane Miniatures
- 2003 — Gemini
- 2005 — Grundstück
- 2006 — Alles Was Irgendwie Nützt
- 2007 — Jewels
- 2007 — Alles Wieder Offen (Supporter Edition)

### СерияMusterhaus
- 2005 — Musterhaus # 1: Anarchitektur
- 2005 — Musterhaus # 2: Unglaublicher Lärm
- 2005 — Musterhaus # 3: Solo Bassfeder
- 2006 — Musterhaus # 4: Redux Orchestra Versus Einstürzende Neubauten
- 2006 — Musterhaus # 5: Kassetten
- 2006 — Musterhaus # 6: Klaviermusik
- 2006 — Musterhaus # 7: Stimmen Reste
- 2007 — Musterhaus # 8: Weingeister

### Саундтрекии спектакли
- 1991 — Die Hamletmaschine
- 1996 — Faustmusik
- 2001 — Berlin Babylon

## Фильмография
- Halber Mensch (фильм) (1986)
- Liebeslieder (1993)
- Stella Maris (1996)
- 20th anniversary concert (2000)
- Phase II DVD (2005)
- Palast Der Republik (2006) (концерт во Дворце Республики, Берлин, 4 ноября 2004 года)

### Сайты участников группы
- Официальный сайт Бликсы Баргельда (англ.) (нем.)
- Официальный сайт Александра Хаке (англ.)
- Официальный сайт Ф. М. Айнхайта (нем.)
- Официальный сайт Эша Вэнздэй (англ.)